# Hedwiga Rosenbaumová
Hedwiga Rosenbaumová, ook bekend als Hedwig Rosenbaum (3 juli 1864 – 31 juli 1939) was een tennisspeelster, geboren als Hedwig Austerlitz in de Tsjechische regio Bohemen, maar met Duitse wortels.
Voor Bohemen kwam zij uit op de Olympische Zomerspelen van Parijs in 1900. Samen met de Brit Archibald Warden won zij een bronzen medaille in het gemengd dubbelspel. Ook in het enkelspeltoernooi won zij een bronzen medaille. Omdat Rosenbaum geen deel uit maakte van het officiële Tsjechische team, wordt zij niet in alle statistieken meegeteld als eerste Tsjechische medaillewinnaar. In mei 1899 won zij het tennistoernooi van Berlijn en in mei 1904 het toernooi van Bohemen.
In 1886 huwde zij jurist en sportjournalist Siegfried Rosenbaum. Tijdens de Eerste Wereldoorlog was Rosenbaum een ziekenverzorgende. Samen met haar man veranderde zij in 1909 haar achternaam naar Raabe-Jenkins.